# Josep Alemany (músic)
Josep Alemany (El Pont d'Armentera, 28 d'agost de 1812 - França, ?) fou un músic català.
Va néixer al Pont d'Armentera, el 28 d'agost de 1812. Va instal·lar-se a França vers el 1844 com a professor de música, exercint al seminari de la La Côte-Saint-André, al departament de la Isèra. És conegut pel seu Méthode simple et facile pour apprendre soi-même à accompagner avec l'orgue le plainchant et les cantiques, publicat a Lió el 1862, llibre on ensenya un mètode autodidacta per acompanyar el cant amb l'orgue i altres càntics. Molt reconegut com a mestre de música religiosa i home de gran coneixement. Va morir a França.